# Nacionalni park Los Alerces
Nacionalni park Los Alerces (španjolski: Parque Nacional Los Alerces) je nacionalni park u argentinskoj pokrajini Chubut. Ovo područje je presudno za očuvanje nekih od posljednjih nedirnutih patagonskih šuma u kojima obitava veliki broj endemičnih i ugroženih vrsta biljaka i životinja. Zbog toga je 2017. godine je upisan na UNESCO-ov popis mjesta svjetske baštine u Americi.

## Zemljopis
Osnovan je još 1937. godine kako bise zaštitile šume andskog alerce (mapuche jezik: lahuán) drveća i pokriva površinu od 259.570 ha. Nalazi se na granici Argentine i Čilea, oko 50 km od grada Esquela. Djelovanje ledenjaka je stvorilo krajolik veličanstvenih morena, glacijalnih krugova i bistrih ledenjačkih jezera. Glavna šuma koju posjećuju turisti je Puerto Sagrario na sjevernom kraju jezera Lago Menéndez. Pored njega u parku se nalaze i druga jezera (Rivadavia, Futalaufquen i Krüger), te rijeka Frey. Također, uz park je izgrađena hidroelektrična brana kojom je nastalo veliko umjetno jezero Amutui Quimei, koja se prazni u rijeku Futaleufú koja otiče u Čile. 

## Klima
Klima u parku je u rasponu od umjerene do vlažne hladne klime s prosječnim temperaturama od 2 °C zimi do 14 °C ljeti. Prosječna količina padalina godišnje je 3.000 mm na zapadu i 800 mm na istoku parka, i uglavnom se događaju zimi kada tijekom najhladnijih mjeseci dolazi i do snježnog pokrivača.

## Živi svijet
Vegetacija parka je sastavljena uglavnom od patagonske umjerene šume i planinskih livada ispod andskih vrhova. Park je dobio ime po drveću alerce (Fitzroya cupressoides), poznatomu i kao „patagonski čempres”, koji je najviša vrsta drveta Južne Amerike, s visinama stabala od 40-70 m i promjera debla do 5 m. Najveći primjerak u parku se nalazi pored jezera Menendez, te je visok gotovo 60 m, ima promjer 2,2 m i star je oko 2.200 godinaPored ovog drveća u parku se nalaze i šume drveća arrayán (Luma apiculata), coihues (Nothofagus dombeyi) i lenga (Nothofagus pumilio). Jedan dio parka pokriva i valdivijska džungla, najveća na tlu Argentine, s bambusom i papratima.
Kralježnjaci u parku uključuju sisavce kao što su pudu (Pudu puda), andska mačka (Leopardus jacobitus) i neke od glavnih populacija ugrožene vrste južnoandskog jelena huemula (Hippocamelus bisulcus). Ptice u parku su brojne poput vrsta kao što su: torrent patka (Merganetta armata) i golubica Araucaria (Leptasthenura setaria), dok su prisutni i jedinstveni vodozemci kao što je žaba Batrachyla fitzroya, endem jezera Menendez koji je nedavno otkriven.
- Klanac Infierno rijeke Futaleufu
- Rijeka u parku
- Rijeka Arrayanes
- Rijeka Cisne
- Crnoliki ibis (Theristicus melanopis) u parku

## Vanjske poveznice
- službena web-stranica  Arhivirana inačica izvorne stranice od 14. rujna 2017. (Wayback Machine)